# Nhoah
Nhoah Hoena alias Nhoah (* 1961 in Berlin, Eigenschreibweise NHOAH) ist ein Berliner Musikproduzent, Komponist, DJ und Künstler. Unter dem Pseudonym H.Flug arbeitet er außerdem als Fotograf, Maler und Autor. Er stellt in Galerien und Museen aus und arbeitete in Kooperation mit verschiedenen bildenden und Performancekünstlern.

## Leben und Karriere
1980 war Nhoah als Schlagzeuger in verschiedenen Berliner Bands aktiv (u. a. Aeroflot, Komeda Artist) und arbeitete außerdem mit internationalen Künstlergruppen zusammen wie u. a. Jayne County, Romy Haag und Hot Java.
Er setzte zunehmend elektronische Produktionsmittel ein und komponierte, produzierte und entwickelte musikalische Inhalte, u. a. mit und für Larry Steinbacheck/Bronski Beat, Gareth Jones, Rio Reiser, Marianne Rosenberg. Hauptsächlich arbeitete er in den Hansa-Tonstudios Berlin und im Tritonus Studio Berlin.
Es folgten Auftragsarbeiten für u. a. The Pogues, Peacock Palace und David Hasselhoff sowie multimediale Projekte.
1998 war er Hauptbegründer des Unternehmens R.O.T respectortolerate für Musikproduktion und Künstlermanagement, welches sich um die Entwicklung von Nachwuchskünstlern kümmert. Daraus hervor gingen u. a. Mia., The Aim of Design Is to Define Space, Schlindwein und Lulu Schmidt, für die er ebenfalls zahlreiche Lieder produzierte und komponierte.
Zusammen mit Carola Schmidt bekam er für den Kurzfilm "Wir bitten Dich, verführe uns!" den Nachwuchspreis des Filmfestivals Diagonale 2008.
2011 erschien das erste Album seines Projekts Tangowerk by Nhoah. Es verbindet Berliner Elektro-Clubsounds und Tangoorchesterklänge aus Buenos Aires. Mitwirkende sind u. a. Künstler wie Adriana Varela, Louie Austen, Berlin Comedian Harmonists und Mieze Katz (von Mia.). Zu diesem Projekt entstehen ein Spielfilm und ein Bühnenstück.  Das Album Tangowerk wurde für den Preis der deutschen Schallplattenkritik nominiert.
Für seine Produktionen erhielt Nhoah diverse Gold- und Platinauszeichnungen. Sein Werk umfasst unter anderem Zusammenarbeiten mit den Produzenten von The Eurythmics, Depeche Mode und Bronski Beat's Larry Steinbachek.
Seit 2017 tritt NHOAH als Liveact und DJ auf. Seitdem veröffentlichte er ein Studioalbum, mehrere EPs und ein Livealbum mit elektronischer Musik, hauptsächlich in den Genres Techno, Deep House und Electronica.
Einschlägige Veröffentlichungen zu Nhoahs umfassendem Werk lassen sich u. a. in Resident Advisor, The Quietus, TRAX Mag, Clash Mag, PopMatters, Data Transmission, The Arts Desk, Be At TV, Electronic Groove und BBC 6 Music’s Nemone finden.
Zu Nhoahs jüngsten Veröffentlichungen gehört sein Debütalbum West-Berlin (2018), mit Remixen von 808 State und μ-Ziq. Von Be At TV wurde das Live-Konzert "Stairway To Nothingness - Glacier Concert" (2019) auf der hängenden Glastreppe auf 3000 Meter Höhe auf dem höchsten Berg der Steiermark, dem Dachstein-Gletscher, übertragen.

## Produktionen (Auswahl)

### Alben
- 1998: Flugblatt von Romy Haag
- 1988: Komeda Artist von Komeda Artist
- 1990: Crazy For You von David Hasselhoff
- 1991: Adding Wings von Peacock Palace
- 1993: Paraphernalia von Peacock Palace
- 1996: Gift von Peacock Palace
- 2002: Hieb und Stichfest von Mia.
- 2003: Gosen U Can Rave 2 von The Aim of Design Is to Define Space
- 2004: Stille Post von Mia.
- 2005: David vs. Goliath von Flexevil
- 2005: Good Time von The Aim of Design Is to Define Space
- 2006: Zirkus von Mia.
- 2008: Willkommen im Club von Mia.
- 2011: Tangowerk von Tangowerk by Nhoah
- 2012: Tacheles von Mia.
- 2014: Execss All Areas by Tangowerk
- 2015: Biste Mode von Mia.
- 2015: Berlin Sounds For The Next Decade by Various Artists
- 2017: Electronic Piano by Schlindwein
- 2017: West-Berlin by NHOAH
- 2018: ‘Stairway To Nothingness - Glacier Concert’ bay NHOAH
- 2019: Piano & Electronic Ensemble Op.1by Schlindwein

### Singles
- 1987: Heaven von Komeda Artist feat. Larry Steinbacheck (Bronski Beat)
- 1988: Monkey Forest von Komeda Artist
- 1988: Muscles von Komeda Artist
- 1990:  Keep The Jungle Alive von Smash
- 1990: New Life von Scam Jam
- 1991: Henry's Song von Peacock Palace
- 1991: Like A Snake von Peacock Palace
- 1991: The Other Side Of Town von Sterling
- 1992: Looking For Freedom (Remix) von David Hasselhoff
- 1993: Heatwave von Peacock Palace
- 1996: Mellow Man von Peacock Palace
- 1996: First Time von Peacock Palace feat. Andrew Richley (The Pogues)
- 2001: Factory City (Electropunk Remix)
- 2002: Kreisel von Mia.
- 2002: Verrückt von Mia.
- 2002: Alles Neu von Mia.
- 2002: Machtspiele von Mia.
- 2003: Was Es Ist von Mia.
- 2004: Ökostrom von Mia.
- 2004: Sonne von Mia.
- 2004: Hungriges Herz von Mia.
- 2005: Stadtschlagader von Flexevil
- 2005: Glamour Star/State Outta Babylon von Mistah Bomsh
- 2006: Tanz der Moleküle von Mia.
- 2007: Zirkus von Mia.
- 2008: Mein Freund von Mia.
- 2011: Tuyo Soy/Ob Ich Dir Treu Sein Kann von Tangowerk by Nhoah feat. Walter "Chino" Laborde / Berlin Comedian Harmonists / Karina Beorlegui
- 2011: Dancing On The Volcano von Tangowerk by Nhoah feat. Headvoice
- 2012: Fallschirm von Mia.
- 2015: Yoko Ono by Baum&Hoena
- 2015: Sweet petite by Dr. Hirschfeld&Das Institut
- 2016: Beautiful Day/Fucking Berlin by Schlindwein feat. Lulu Schmidt
- 2017: The Final Start by Marc Prochnow
- 2018: Der Goldene Ball by NHOAH
- 2018: Call You Up by Schlindwein
- 2018: Abstellgleis by NHOAH
- 2018: 120 Red Skies by NHOAH
- 2019: Nocturne by Schlindwein
- 2019: I Can`t Satiyfy You by NHOAH-
- 2019: Fire by Lulu Schmidt
- 2019: Mountain Calls by NHOAH
- 2019: Après Minuit by Schlindwein
- 2019: Sheep by Ina Viola
- 2019: Welcome by Schlindwein
- 2019: Between Vienna And The Stars
- 2019: Sparks by Schlindwein
- 2019: Paris La Goutte D´Or by NHOAH
- 2019: Bloom by Schlindwein
- 2020: Bristol Said: In The Name

### Filmmusik
- 1996: Wolkenstein, TV-Serie (Movie-Theme)
- 2003: Führer Ex, Kinofilm (Movie-Theme)
- 2007: Wir bitten Dich, verführe uns! Filmmusik, Kurzfilm von Carolina Schmidt